# Skultéti József
Skultéti József (?- )  magyar orvos, a Fővárosi Önkormányzat Pesti Úti Idősek Otthonának igazgatója.

## Életpályája
2011-ben részt vett a Nemzeti Szociálpolitikai Koncepció kidolgozásában.
2015-ben szakmai főtanácsadó, Budapest Főpolgármesteri Hivatal Kulturális, Sport, Köznevelési, Egészségügyi és Szociálpolitikai Főosztályának osztályvezetője volt.
2020-ban, a Covid19-pandémia idején a Fővárosi Önkormányzat Pesti Úti Idősek Otthonának igazgatója.

## Írásai
- TFE tulajdonosi-fenntartói elégedettség standard. Készítette: Skultéti József – Kovács Csaba – Seres Józsefné – Antal Kálmán (2007)[3]
- Nemzeti Szociálpolitikai Koncepció (2011) [1]